# Тридесет и пети пехотен врачански полк
Тридесет и пети пехотен врачански полк е български пехотен полк, формиран през 1900 година и взел участие в Балканската (1912 – 1913), Междусъюзническата (1913), Първата (1915 – 1918) и Втората световна война (1941 – 1945).

## Формиране
Тридесет и пети пехотен врачански полк е формиран в Плевен под името Единадесети пехотен резервен полк през 1900 съгласно указ №9 от 1 януари 1899 година в състав четири пехотни и една погранична рота. На 10 януари 1904 година, съгласно указ №84 от 29 декември 1903 година се развръща от една в две дружини и се преименува на 35-и пехотен врачански полк. Част е от състава на 2-ра бригада на 6-а пехотна бдинска дивизия.
Тридесет и пети пехотен врачански полк получава своето знаме на 5 октомври 1912 г.

## Балкански войни (1912 – 1913)
Участва в Балканската война (1912 – 1913) в битката при Чаталджа, Лозенград, Люлебургас и други.
По време на Междусъюзническата война (1913) полкът води боеве при височините на десния бряг на р. Козлу дере и с. Костурно, при гр. Пехчево, с. Панчарево и в. 1490, при махалите Дубочица, Престова и връх Крастов.

## Първа световна война (1915 – 1918)
В началото на Първата световна война (1915 – 1918) полкът се сражава при Неготин, Алексинац, Лебане, Прокупле. Започва войната в състава на 2-ра бригада от 6-а пехотна бдинска дивизия.
При намесата на България във войната полкът разполага със следния числен състав, добитък, обоз и въоръжение:
| Числен състав                                       | Добитък   | Обоз                                     | Въоръжение                           |
| --------------------------------------------------- | --------- | ---------------------------------------- | ------------------------------------ |
| Офицери: 87 Чиновници: 4 Подофицери и войници: 5250 | Коне: 480 | Обикновени: 46 Товарни: 200 Специални: 4 | Пушки и карабини: 4460 Картечници: 4 |

На 28 септември 1916 влиза в състава на 2-ра бригада от Сборната дивизия.

## Между двете световни войни
През март 1919 година полкът е формиран отново, като кадри се вземат от 35-а пехотна допълваща дружина. Съгласно предложение №7281 от 27 юни 1919 година полкът е разформирован, като от неговите части остава във Враца функционира само една дръжина, която с 35-а пехотна допълваща дружина които формират 15-и пехотен ломски полк. През декември 1920 година в изпълнение на клаузите на Ньойския мирен договор полкът е реорганизиран в 15-а пехотна ломска дружина. През 1923 година участва в потушаването на Септемврийското въстание. През 1928 година полкът е отново формиран (в състав от две дружини) от частите на 15-а пехотна ломска дружина и 4-та жандармерийска дружина, но до 1935 година носи явното название дружина. На основание царска заповед №25 от 5 юни 1937 година полкът получава старото си наименование – 35-и пехотен врачански полк.

## Втора световна война (1941 – 1945)
В периода (1941 – 1942) полкът се установява в района на Прилеп и Парачин. След Деветосептемврийския преврат към полка се формира гвардейска дружина от партизани от Партизански отряд „Гаврил Генов“. Взема участие в първата фаза на заключителния етап на войната в състава 6-а пехотна бдинска дивизия.

## Наименования
През годините полкът носи различни имена според претърпените реорганизации:
- Единадесети пехотен резервен полк (1900 – 1903)
- Тридесет и пети пехотен врачански полк (1903 – 27 юни 1919)
- Петнадесети пехотен ломски полк (1919 – декември 1920)
- Петнадесета пехотна ломска дружина (декември 1920 – 1928)
- Петнадесети пехотен ломски полк (1928 – 5 юни 1937)
- Тридесет и пети пехотен врачански полк (5 юни 1937 – 1944)

## Командири
Званията са към датата на заемане на длъжността.
| № | звание       | име                        | дати                           |
| - | ------------ | -------------------------- | ------------------------------ |
|   | Подполковник | Аврам Аврамов              |                                |
|   | Полковник    | Хараламби Янакиев          | към 1904                       |
|   | Подполковник | Спас Чилингиров            | от 1904                        |
|   | Полковник    | Атанас Петров              | от 1911                        |
|   | Подполковник | Никола Стоянов             | до 16 октомври 1912 (убит)     |
|   | Подполковник | Георги Бошнаков            | Балкански войни                |
|   | Подполковник | Сава Вуйчев                | през 1915                      |
|   | Подполковник | Васил Таслаков             | 1915 – 1917                    |
|   | Полковник    | Иван Бешевлиев             | към 1917                       |
|   | Подполковник | Стефан Димовски            | 1935 – 1935                    |
|   | Подполковник | Милко Ангелов              | към 1937                       |
|   | Подполковник | Симеон Симов               | 1939 – 1943                    |
|   | Подполковник | Асен Божков                | 9 август 1943 – 1944           |
|   | Полковник    | Георги Консулов            | 14 септември – 28 ноември 1944 |
|   | Подполковник | Найден Шушулов             | 1944 – 1946?                   |
|   | Полковник    | Методи Попхристов Димитров | 1946                           |
|   | Полковник    | Симеон Бъчваров            | от 1947                        |
|   | Полковник    | Стоян Стоянов              | 1948 – декември 1948           |

Други командири: Кирил Козловски (11-и пехотен резервен полк), полк. Иван Велев (между 1931 и 1944)